# Resist
«Resist» — сьомий студійний альбом нідерландського симфо-метал-гурту Within Temptation. Початковий реліз мав відбутися 14 грудня 2018 року, але через виробничі проблеми дату випуску було перенесено на початок лютого 2019 року.. Платівка вийшла у світ 1 лютого 2019.

## Список композицій
| Стандартне видання | Стандартне видання                         | Стандартне видання                                   | Стандартне видання |
| #                  | Назва                                      | Автор                                                | Тривалість         |
| ------------------ | ------------------------------------------ | ---------------------------------------------------- | ------------------ |
| 1.                 | «The Reckoning» (із Джейкобі Шеддіксом)    | Daniel Gibson Шарон ден Адель Robert Westerholt      | 4:11               |
| 2.                 | «Endless War»                              |                                                      | 4:09               |
| 3.                 | «Raise Your Banner» (із Андерсом Фріденом) | Gibson Mathijs Tieken den Adel Westerholt            | 5:34               |
| 4.                 | «Supernova»                                |                                                      | 5:34               |
| 5.                 | «Holy Ground»                              |                                                      | 4:10               |
| 6.                 | «In Vain»                                  |                                                      | 4:25               |
| 7.                 | «Firelight» (із Jasper Steverlinck)        | Gibson den Adel Sarah De Courcy Astos Daniel Barkman | 4:46               |
| 8.                 | «Mad World»                                |                                                      | 4:57               |
| 9.                 | «Mercy Mirror»                             |                                                      | 3:49               |
| 10.                | «Trophy Hunter»                            | Stefan Helleblad                                     | 5:51               |
| 47:35              |                                            |                                                      |                    |

## Чарти
Тижневі чарти
| Чарт (2019)                                 | Позиція |
| ------------------------------------------- | ------- |
| Австралія (ARIA)                            | 13      |
| Австрія (Ö3 Austria Top 40)                 | 4       |
| Бельгія (Фландрія) (Ultratop)               | 2       |
| Бельгія (Валлонія) (Ultratop)               | 5       |
| Канада (Canadian Albums Chart) (Billboard)  | 64      |
| Чехія (IFPI Чехія)                          | 12      |
| Нідерланди (Album Top 100)                  | 2       |
| Фінляндія (Suomen virallinen lista)         | 4       |
| Франція (SNEP)                              | 22      |
| Німеччина (GfK Entertainment Charts)        | 1       |
| Греція (IFPI Greece)                        | 45      |
| Угорщина (Mahasz)                           | 8       |
| Італія (FIMI)                               | 84      |
| Японія (Oricon Albums Chart) (Oricon)       | 55      |
| Японія (Hot Albums) (Billboard Japan)       | 67      |
| Польща (ZPAV)                               | 18      |
| Португалія (AFP)                            | 13      |
| Шотландія (Official Charts Company)         | 9       |
| Словаччина (IFPI)                           | 19      |
| Іспанія (PROMUSICAE)                        | 20      |
| Швеція (Sverigetopplistan)                  | 11      |
| Швейцарія (Schweizer Hitparade)             | 2       |
| Велика Британія (Official Charts Company)   | 15      |
| Велика Британія (Rock & Metal Albums) (OCC) | 1       |
| США (Billboard 200)                         | 129     |
| США (Top Hard Rock Albums) (Billboard)      | 5       |
| США (Top Rock Albums) (Billboard)           | 19      |

## Учасники запису
Within Temptation
- Шарон ден Адель — вокал
- Роберт Вестерхолт — гітари
- Рюд Адріанюс Йолі — гітари
- Стефен ван Хастрегт — гітари
- Мартейн Спиренбюрг — клавішні
- Йерун ван Вен — бас-гітара
- Майк Колен — ударні

Запрошені музиканти
- Джейкобі Шеддікс — чоловічий вокал у композиції «The Reckoning»
- Андерс Фріден — чоловічий вокал у композиції «Raise Your Banner»
- Jasper Steverlinck — чоловічий вокал у композиції «Firelight»